# Otto Ottsen
Otto Lausten Ottsen (* 1869 in Westerterp; † 1954 in Moers) war Lehrer am Seminar in Moers. Er verfasste Schriften und Bücher zu (regional)historischen und geographischen Themen.

## Leben
Ottsen stammte aus Nordschleswig. Er besuchte das Lehrerseminar in Tondern. 1907 zog er nach Moers, wo er als Studienrat im Lehrerseminar arbeitete.
Seit den 1920er Jahren publizierte Ottsen zu der Geschichte des Niederrheins und der niederrheinischen Städte Orsoy und Moers. 1950 veröffentlichte er „Die Geschichte der Stadt Moers“ in drei Bänden, welche auf seinen früheren Publikationen basiert und sein umfangreichstes Werk darstellt. Noch heute ist sie ein Standardwerk der Moerser Stadtgeschichte.

## Werke (Auswahl)
- Wesen und Bedeutung des Helfersystems in den Schulen. A. Helmich, Bielefeld 1902 (Pädagogische Abhandlungen; 8,3).
- Der Kreis Tondern: Bilder aus der Erdkunde und Geschichte des Kreises. Matthiesen, Tondern 1906.
- Die Nordseeinsel Sylt: erdkundliche und geschichtliche Betrachtungen. Meyer, Westerland 1909.
- Die Heimat: Landeskunde von der Rheinprovinz mit Hohenzollern. Degener, Leipzig 1909.
- Rhein und Ruhr bei Duisburg-Ruhrort: Ein Beitrag zur engeren Heimatkunde. Steiger, Moers 1910.
- Der Kreis Moers. Steiger, Moers ca. 1910.
- Der Regierungsbezirk Düsseldorf: Betrachtungen über seine natürliche und wirtschaftliche Verhältnisse. Steiger, Moers 1912.
- Unsere Flotte im Weltkriege 1914: eine kurze zusammenhängende Darstellung der wichtigsten Ereignisse unter Berücksichtigung der verbündeten Flotten. Gutenberg, Berlin 1915.
- 14 Publikationen für die Schriftenreihe „Gegenwartskunde für die Schule“, Halle 1916 und 1917.
- Alt-Orsoy, Beiträge zu der Geschichte der Stadt und des Amtes (der Drostei) Orsoy, Selbstverlag, Moers 1934.
- Beiträge zur Geschichte der Stadt Moers: zur 650jährigen Feier der Verleihung der Stadtrechte. Selbstverlag, Moers 1950
  - Bd. 1: Die vorpreussische Zeit
  - Bd. 2: Die Stadt Moers (von 1702–1814)
  - Bd. 3: Die Stadt Moers im 19. und 20. Jahrhundert
- Kleine Heimatkunde. Darstellungen aus der geschichtlichen Vergangenheit des Niederrheins. Selbstverlag, Moers 1949.